# 669448 Pavelgabor
669448 Pavelgabor è un asteroide della fascia principale esterna. Scoperto nel 2012, presenta un'orbita caratterizzata da un semiasse maggiore pari a 3,099513 UA e da un'eccentricità di 0,105378, inclinata di 10,573981° rispetto all'eclittica.
Pavel Gabor è un gesuita e astrofisico slovacco. Ha contribuito all'ammodernamento del telescopio VAT sul Mt. Graham. Gli interessi di ricerca di Pavel sono gli esopianeti e l'astrobiologia, nonché la storia dell'astronomia e la filosofia della scienza. Partecipa a discussioni internazionali sull'aggiornamento dell'ora e sulla data della Pasqua.